# Garo
(La frase della sigla di apertura doppiata in italiano)
Garo (牙狼〈GARO〉) è una serie televisiva giapponese, trasmessa da TV Tokyo dal 7 ottobre 2005 al 31 marzo 2006. Si tratta della prima serie del franchise ed è l'unica doppiata in italiano. È stata trasmessa da MTV Italia dal 29 maggio al 27 novembre 2007, ogni martedì, a partire dalle ore 21:30, nel contenitore Anime Night.
Prodotta da Tohokushinsha Film, ideata da Keita Amemiya e programmata per la fascia notturna, la serie è caratterizzata da violenza, nudità e scene horror, ma anche da elementi tipici di manga, anime e tokusatsu: per esempio, il protagonista, un cavaliere makai (魔戒騎士, Makai Kishi, "cavaliere mistico" nel doppiaggio italiano), può evocare e indossare un'armatura dorata, tracciando un cerchio sopra di sé con la spada. Ogni scontro deve però terminare entro 99.9 secondi, altrimenti il cavaliere viene consumato dal potere oscuro dell'armatura. 
La serie include anche un sottotitolo che non è presente insieme al titolo originale: 暗黒魔戒騎士篇?, Ankoku Makai Kishi Hen, lett. "Il capitolo del cavaliere delle tenebre". Questo sottotitolo appare al termine dell'episodio conclusivo.   
Per celebrare il decimo anniversario di Garo, a partire dall'8 luglio 2016 è stata trasmessa in Giappone una versione rimasterizzata in alta definizione. Il 10 gennaio 2025, per celebrare il ventesimo anniversario, il canale YouTube giapponese ufficiale Garo Project ha pubblicato tutti gli episodi rimasterizzati in un singolo video di 10 ore. Gli episodi rimasterizzati sono disponibili anche singolarmente, con sottotitoli in inglese, soltanto per i membri iscritti. 

## Trama
Kōga Saejima è un cavaliere dell'ordine Makai che ha ereditato il titolo di "Garo" e combatte gli Orrori (ホラー?, Horā), creature demoniache che possiedono gli esseri umani e consumano le loro anime.  
Un giorno, il maggiordomo di famiglia, Gonza, consegna a Kōga una lettera che lo avverte di un pericolo incombente. Nelle ore successive, l'anello guida del cavaliere, Zarba, percepisce l'aura di un orrore all'interno di una galleria d'arte. Entrato nell'edificio, Kōga incontra Kaoru Mitsuki, una giovane pittrice che si sta preparando ad esporre i suoi quadri. Da alcune notti fa sempre lo stesso sogno: lei da bambina che legge un libro illustrato dove un cavaliere uccide i mostri e la salva. 
Kōga si trasforma in "Garo", evocando un'armatura dorata, e sconfigge l'orrore che aveva posseduto il mercante d'arte della galleria, tuttavia, alla fine dello scontro, alcuni schizzi di sangue demoniaco raggiungono Kaoru sul volto e sul braccio. Nonostante sia necessario ucciderla, poiché toccata dal sangue di un orrore e marchiata, Kōga decide di lasciarla in vita. 

## Episodi di Garo: Il Capitolo del Cavaliere delle Tenebre[6]
| nº | Titolo originale | Titolo italiano       | Prima TV Giappone | Prima TV Italia  |
| -- | ---------------- | --------------------- | ----------------- | ---------------- |
| 1  | 絵本?, Ehon      | Il libro illustrato   | 7 ottobre 2005    | 29 maggio 2007   |
| 2  | 陰我?, Inga      | Anima oscura          | 14 ottobre 2005   | 5 giugno 2007    |
| 3  | 時計?, Tokei     | Orologi               | 21 ottobre 2005   | 12 giugno 2007   |
| 4  | 晩餐?, Bansan    | Il banchetto          | 28 ottobre 2005   | 19 giugno 2007   |
| 5  | 月光?, Gekkō     | Chiaro di luna        | 4 novembre 2005   | 26 giugno 2007   |
| 6  | 美貌?, Bibō      | Bellezza              | 11 novembre 2005  | 2007             |
| 7  | 銀牙?, Ginga     | Zanna d'argento       | 18 novembre 2005  | 2007             |
| 8  | 指輪?, Yubiwa    | L'anello              | 25 novembre 2005  | 2007             |
| 9  | 試練?, Shiren    | La prova              | 2 dicembre 2005   | 2007             |
| 10 | 人形?, Ningyō    | Maschere              | 9 dicembre 2005   | 2007             |
| 11 | 遊戯?, Yūgi      | Come in un video-game | 16 dicembre 2005  | 2007             |
| 12 | 大河?, Taiga     | Taiga                 | 23 dicembre 2005  | 2007             |
| 13 | 約束?, Yakusoku  | Promessa              | 6 gennaio 2006    | 2007             |
| 14 | 悪夢?, Akumu     | Incubo                | 13 gennaio 2006   | 2007             |
| 15 | 偶像?, Gūzō      | Sculture divine       | 20 gennaio 2006   | 2007             |
| 16 | 赤酒?, Akazake   | Sakè rosso            | 27 gennaio 2006   | 2007             |
| 17 | 水槽?, Suisō     | La vasca              | 3 febbraio 2006   | 2007             |
| 18 | 界符?, Kaifu     | Tracce                | 10 febbraio 2006  | 2007             |
| 19 | 黒炎?, Kokuen    | Fuoco nero            | 17 febbraio 2006  | 2007             |
| 20 | 生命?, Inochi    | Vita                  | 24 febbraio 2006  | 2007             |
| 21 | 魔弾?, Madan     | Proiettili demoniaci  | 3 marzo 2006      | 2007             |
| 22 | 刻印?, Kokuin    | Incisione             | 10 marzo 2006     | 2007             |
| 23 | 心滅?, Shinmetsu | Bestia senza anima    | 17 marzo 2006     | 2007             |
| 24 | 少女?, Shōjo     | Fanciulla             | 24 marzo 2006     | 2007             |
| 25 | 英霊?, Eirei     | Lo spirito dei grandi | 31 marzo 2006     | 27 novembre 2007 |
| 26 | 外伝 笑顔?, Egao | Gaiden - Sorriso      | 7 ottobre 2006    | Extra            |

## Personaggi e interpreti

### Personaggi principali
- Kōga Saejima/Garo, interpretato da Hiroki Konishi, doppiato da Marco Vivio.
Il cavaliere d'oro.
- Kaoru Mitsuki, interpretata da Mika Hijii, doppiata da Francesca Manicone.
Aspirante artista, impegnata in lavori part-time.
- Rei Suzumura/Zero, interpretato da Ray Fujita, doppiato da Fabrizio de Flaviis.
Il cavaliere zanna d'argento.
- Gonza Kurahashi, interpretato da Yukijirō Hotaru, doppiato da Dante Biagioni.
Il maggiordomo della famiglia Saejima.
- Zarba, (in originale: Zaruba), doppiato da Hironobu Kageyama, doppiato da Massimo Bitossi.
L'anello guida di Kōga.
- Dottor Karune Ryūzaki / Barago, interpretato da Masaki Kyōmoto, doppiato da Mauro Gravina.
Il terapista di Kaoru / Il cavaliere delle tenebre / zanna nera.

### Personaggi secondari
- Silva, (in originale: Shiruva), doppiata da Ai Orikasa, doppiata da Emanuela Baroni.
Il ciondolo guida di Rei.
- Taiga Saejima, interpretato da Hiroyuki Watanabe, doppiato da Roberto Draghetti.
Il padre di Kōga.
- Ker, (in originale: Keiru), interpretata da Keaki Watanabe.
La sacerdotessa più grande.
- Ber, (in originale: Beru), interpretata da Anri Okamoto.
La sacerdotessa nel mezzo.
- Ros, (in originale: Rōzu), interpretata da Yukina Kashiwa.
La sacerdotessa più giovane.
- Kodama, interpretato da Mark Musashi.
Servitore e figlio delle tre sacerdotesse.
- Garm, (in originale: Garumu), interpretata da Kimika Yoshino.
Unione delle tre sacerdotesse.
- Amon, interpretato da Akaji Maro.
Sacerdote Makai, amico di Taiga Saejima.
- Jabi, interpretata da Yasue Satō.
Allieva di Amon e amica di Kōga.
- Shizuka Suzumura, interpretata da Alisa Yuriko Durbrow.
Fidanzata di Rei Suzumura.
- Asami, interpretata da Mina Fukui.
Amica di Kaoru.

## Produzione
La serie è stata creata da Keita Amemiya (Kamen Rider ZO, Zeiram). La direzione degli episodi è stata supportata dallo stunt coordinator Makoto Yokoyama (Super Sentai) e dai registi e sceneggiatori Kengo Kaji (Uzumaki) e Ryu Kaneda. 
Gli effetti speciali sono stati affidati alla casa di post-produzione Omnibus Japan, facente già parte di Tohokushinsha. 

## Colonna sonora
La colonna sonora è opera di numerosi artisti quali BUDDY ZOO (Hirokazu Ohta, Shinji Kinoshita), Yoshichika Kuriyama, TRY FORCE, JAM Project, Hironobu Kageyama e Hiroyuki Sawano. La prima sigla di apertura "Theme of Garo" in versione strumentale è di TRY FORCE, mentre la seconda, "Savior in the Dark", è cantata da JAM Project. 
Le sigle di chiusura 僕が愛を伝えてゆく?, Boku ga ai o tsutaeteyuku e 僕はまだ恋をしてはいけない?, Boku wa mada koi o shite wa ikenai sono scritte e cantate da Masaki Kyōmoto, già fra gli interpreti della serie. In alcuni episodi, queste sigle vengono proposte in versione cover e sono cantate da altri attori del cast, come Hiroki Konishi. 

## Distribuzione

### Edizioni home video
Nel 2007 e nel 2008, Dynit pubblica l'edizione DVD con il doppiaggio italiano, per un totale di 7 volumi con i 26 episodi. Come l'edizione giapponese pubblicata da Bandai Visual, i primi cinque volumi racchiudono quattro episodi ciascuno, mentre gli ultimi due racchiudono tre episodi ciascuno. I formati audio disponibili sono italiano DTS 5.1, italiano Dolby Digital 5.1, italiano Dolby Digital Surround 2.0 e giapponese Dolby Digital Surround 2.0. Successivamente viene distribuito anche un cofanetto contenente tutti e sette i volumi. 
I contenuti extra di ciascun volume presentano il making of degli episodi, archivi, curiosità, musiche e cover, speciali MTV, gallerie, trailer e anteprime. 

## Altri media
Il 20 aprile 2006, Bandai pubblica in Giappone il videogioco per PlayStation 2 ispirato a Garo, dal titolo Golden Knight Garo (黄金騎士牙狼＜GARO＞?, Ōgon Kishi GARO). Un'anteprima del gioco è contenuta nel primo volume dell'edizione DVD pubblicata da Dynit. 

## Sequel

### Episodi speciali e film
Il 7 ottobre 2006 viene trasmesso in Giappone l'episodio extra dal titolo GARO 外伝 笑顔?, Gaiden Egao, lett. "Garo Gaiden Sorriso", doppiato anche italiano. Si tratta di un sogno di Kaoru, ambientato interamente nella sala di un teatro, dove la ragazza incontra diversi personaggi del cast come il maggiordomo Gonza, l'amica Asami, le tre sacerdotesse con il servitore Kodama, gli attori che prestano le voci a Zarba e Silva. 
Nel dicembre 2006 viene trasmesso in Giappone in due parti da 50 minuti sul canale Family Gekijo l'episodio Garo Special: Byakuya no Majū (牙狼〈-GARO-〉スペシャル 白夜の魔獣, Supesharu Byakuya no Majū), conosciuto in lingua inglese come "Beast of the Demon Night" o "Demon Beast of the White Night" o ancora "Beast of the Midnight Sun", che segue direttamente gli eventi della serie e vede il ritorno degli attori principali del cast.    
Il 30 ottobre 2010 esce al cinema il film Garo: Red Requiem. Fra gli attori di Garo ritorna solamente Hiroki Konishi, Kōga Saejima.  
Nel 2011 viene distribuito in Blu-ray e DVD il film Kiba: Ankoku Kishi Gaiden (呀〈KIBA〉～暗黒騎士鎧伝～, Ankoku Kishi Gaiden), spin-off ambientato durante gli eventi conclusivi della serie, dalla fine dell'episodio 23 (Bestia senza anima). Il cavaliere delle tenebre Barago, interpretato nuovamente da Masaki Kyōmoto, racconta tutta la sua storia a Kaoru, interpretata da Mika Hijii. 

### Nuove serie televisive e film (2011 - 2014)
Nel 2011 viene diffusa una nuova serie di venticinque episodi dal titolo Garo: Makai Senki (牙狼〈-GARO-〉 ～MAKAISENKI魔戒閃騎～).
Il 23 febbraio 2013 viene distribuito il secondo film Garo: Lament of the Dark Dragon (牙狼〈GARO〉～蒼哭ノ魔竜～, Garō ~Sōkoku no Maryū~) mentre il 20 luglio 2013 un quarto film spin-off Garo Side Story: The Tougen Flute (牙狼外伝～桃幻の笛～, GARO Gaiden: Tougen no Fue).
La terza serie di venticinque episodi dal titolo Garo: The One Who Shines in the Darkness (牙狼〈-GARO-〉～闇を照らす者～, GARO: Yami o Terasu Mono) va in onda in Giappone dal 5 aprile 2013 al 20 settembre 2013 e stabilisce una nuova continuità nel franchise. 
A seguito degli eventi di Garo: Lament of the Dark Dragon, nel mese di marzo 2014 vengono distribuiti al cinema e successivamente trasmessi in televisione i sei episodi della serie spin off sul personaggio di ZERO, sempre interpretato da Ray Fujita, Zero: Black Blood. I primi tre episodi di Zero: Black Blood sono titolati "The White Chapter" (白ノ章, Shiro no Shō) e gli altri tre "Black Chapter" (黒ノ章, Kuro no Shō). 
La quarta serie di venticinque episodi Garo: The Makai Flower (牙狼〈-GARO-〉-魔戒ノ花-, GARO: Makai no Hana) viene trasmessa dal 4 aprile 2014 al 26 settembre 2014 su TV Tokyo. 

### Progetto Anime (2014 - 2018)
Alla fine del 2014 viene diffusa la prima serie del progetto Garo: The Animation, composto da Garo: The Carved Seal of Flames, seguita dal film Garo: Divine Flame del 2016. La seconda serie anime Garo: Crimson Moon viene lanciata a ottobre 2015 e si conclude con il film del 2018 Garo: The Fleeting Cherry Blossom. La terza serie Garo: Vanishing Line prodotta dallo studio MAPPA va in onda in ventiquattro episodi su TXN dal 6 ottobre 2017 al 30 marzo 2018.

### Nuove serie televisive e film (2015 - 2019)
Il 28 marzo 2015 esce il film Garo: Gold Storm Flight diretto da Keita Amemiya, sequel della terza serie di Garo The One Who Shines in the Darkness con protagonista il cavaliere Ryūga Dōgai e introduzione della serie di ventitré episodi dallo stesso titolo Garo: Gold Storm Flight (牙狼〈GARO〉－GOLD STORM－翔, Garo -GOLD STORM- Shō), trasmessa a partire dal 3 aprile 2015. Il 14 novembre dello stesso anno esce il film spin-off Bikuu: the Movie (劇場版 媚空－ビクウ－, Gekijō-ban Bikū) con protagonista la sacerdotessa Bikū, apparsa nella quarta serie televisiva Garo: The Makai Flower. 
Per commemorare i dieci anni di Garo, da aprile a luglio del 2016 vengono trasmessi in Giappone tredici episodi stand-alone dal titolo Garo: Makai Tales (牙狼〈GARO〉-魔戒烈伝-, Garo Makai Retsuden). A seguire Makai Tales, il 2 luglio 2016 arriva l'episodio speciale Garo: Asura (牙狼 -阿修羅-). Si tratta di un altro celebrativo per i dieci anni della serie, ma è anche una collaborazione tra Garo Project e New Japan Pro-Wrestling. 
La serie Black Blood dedicata a ZERO continua nel 2017 con tredici episodi, il titolo è Zero: Dragon Blood (絶狼＜ZERO＞-DRAGON BLOOD-, Zero -Doragon Buraddo-).
All'inizio del 2018 esce il secondo film della serie di Ryūga Dōgai, Garo: Kami no Kiba (Fang of God), ambientato dopo gli eventi di Gold Storm Flight e Makai Tales, mentre alla fine del 2018 vengono distribuiti tredici episodi di Fang of God: Jinga (神ノ牙 -JINGA-, Kami no Kiba JINGA).
Nell'ottobre del 2019 esce il film Garo: Gekkou no Tabibito (牙狼〈GARO〉-月虹ノ旅人-) con protagonista Raiga Saejima. 

### Ultime serie televisive (2020 - 2024)
Dal 2 aprile 2020 al 25 giugno 2020 vanno in onda dodici episodi di Garo: Versus Road (GARO -VERSUS ROAD-ガロ バーサスロード, Garo Bāsasu Rōdo), una nuova serie originale del franchise di Garo, slegata dalle altre, che celebra il quindicesimo anniversario del franchise.
Per commemorare i dieci anni dalla terza serie The One Who Shines in the Darkness, con protagonista Ryūga Dōgai, nel 2024 vengono distribuiti sul canale YouTube giapponese ufficiale di Garo Project i dodici episodi di Garo: Heir to Steel Armor (牙狼＜GARO＞ ハガネを継ぐ者, Garo: Hagane o Tsugu Mono). Sono presenti sottotitoli in diverse lingue, tra cui l'italiano.